# Барнас, Мария
Мария Барнас  (нидерл. Maria Barnas, род. 28 августа 1973[…], Хорн, Северная Голландия) — нидерландская писательница и художница.

## Биография
Училась в Академии Геррита Ритвельда и Королевской академии Амстердама. Активно пишет для музыкального театра, выступает как литературный и художественный критик в газете NRC Handelsblad. Её произведения выставлялись в Galerie du Jour (Париж), в Городском музее Амстердама и др.

## Книги

### Романы
- Ледяные ангелы/  Engelen van ijs (1997, номинация на Academica Literatuurprijs)
- Купальщик/ De baadster (2000)

### Книги стихов
- Два солнца/  Twee zonnen (De Arbeiderspers, 2003, C. Buddingh'-prijs,   номинация на Jo Peters Poëzieprijs)
- По будням/ Doordeweeks (2004)
- Binnenzee (2005)
- Город просыпается/ Er staat een stad op, De Arbeiderspers, Amsterdam 2007 (J.C. Bloem-poëzieprijs)
- Jaja de oerknal (2013, Arbeiderspers, Amsterdam)

### Художественная и литературная хроника
- Невероятно/ Fantastisch (2010, Arbeiderspers, Amsterdam)

## Признание
Избранные стихи Марии Барнас вышли книгой на хорватском языке (2013). Отдельные её стихотворения переведены на английский, немецкий, испанский, португальский, словенский языки.